# Videgrenstjärnarna
Videgrenstjärnarna är varandra näraliggande sjöar i Åre kommun i Jämtland och ingår i Indalsälvens huvudavrinningsområde.
- Videgrenstjärnarna (Kalls socken, Jämtland, 706973-133582), sjö i Åre kommun, 63°41′50″N 12°29′04″Ö / 63.6971°N 12.4845°Ö
- Videgrenstjärnarna (Kalls socken, Jämtland, 706975-133553), sjö i Åre kommun, 63°41′50″N 12°28′43″Ö / 63.6971°N 12.4786°Ö
- Videgrenstjärnarna (Kalls socken, Jämtland, 706992-133534), sjö i Åre kommun, 63°41′55″N 12°28′29″Ö / 63.6986°N 12.4746°Ö